# Борго Касина-Фрасино (Ферара)
Борго Касина-Фрасино (итал. Borgo Cassina-Frassino) је насеље у Италији у округу Ферара, региону Емилија-Ромања.
Према процени из 2011. у насељу је живело 24 становника. Насеље се налази на надморској висини од 1 м.